# Вахнова Кара
Вахнова Кара — деревня в Доможировском сельском поселении Лодейнопольского района Ленинградской области.

## Название
Вахнова Кара по-вепсски означает «окунёвый залив».

## История
По данным 1905 года деревня Вахнова Кара в списках населённых мест Олонецкой губернии не значилась.
С 1917 по 1922 год деревня входила в состав Сермакского сельсовета Заостровской волости 1-го стана Лодейнопольского уезда Олонецкой губернииа.
С 1922 года в составе Ленинградской губернии.
С февраля 1927 года в составе Луначарской волости. С августа 1927 года в составе Пашского района.
По данным 1933 года деревня Вахнова Кара вновь входила в состав Сермакского сельсовета Пашского района.

Деревня Вахнова Кара на карте РККА 1940 года

На карте РККА 1940 года деревня обозначена как безымянный населённый пункт на противоположном берегу реки от деревни Доможирово.
На 1 января 1950 года в деревне Вахнова-Кара числилось 36 домохозяйств и 115 жителей.
С 1954 года в составе Доможировского сельсовета.
С 1955 года в составе Новоладожского района.
В 1958 году население деревни составляло 168 человек.
С 1963 года в составе Волховского района.
По данным 1966 и 1973 годов деревня Вахнова Кара входила в состав Доможировского сельсовета Волховского района.
По данным 1990 года деревня Вахнова Кара входила в состав Доможировского сельсовета Лодейнопольского района.
В 1997 году в деревне Вахнова Кара Доможировской волости проживал 381 человек, в 2002 году — 344 человека (русские — 94 %).
1 января 2006 года центр бывшей Доможировской волости был переведён в деревню Вахнова Кара и образовано Вахновокарское сельское поселение.
В 2007 году в деревне Вахнова Кара Вахновокарского СП проживали 350 человек, в 2010 году — 282 человека.
5 октября 2010 года центром Вахновокарского сельского поселения стала деревня Доможирово.
15 мая 2012 года поселение было переименовано в Доможировское сельское поселение.
В 2014 году в деревне Вахнова Кара Доможировского СП проживали 330 человек.

## География
Деревня расположена в западной части района на федеральной автодороге Р21 (E 105) «Кола» (Санкт-Петербург — Петрозаводск — Мурманск).
Расстояние до районного центра — 45 км. Расстояние до административного центра поселения — 0,5 км.
Расстояние до ближайшей железнодорожной станции Оять-Волховстроевский — 5 км.
Деревня находится на правом берегу реки Оять.

## Демография
| 1950 | 1958 | 1997 | 2007 | 2010 | 2014 | 2017 |
| ---- | ---- | ---- | ---- | ---- | ---- | ---- |
| 115  | ↗168 | ↗381 | ↘350 | ↘282 | ↗320 | ↗417 |

## Инфраструктура
На 2014 год в деревне было зарегистрировано 130 домохозяйств.
На 1 января 2021 года в деревне зарегистрировано 112 домохозяйств и 268 жителей.

## Улицы
тер. Автодорога Кола, Лесная, Набережная, Оятская, Сосновая.